# 쿤스트할레
쿤스트할레(독일어: Kunsthalle)는 독일어권에서 미술 전시를 개최하는 시설을 일컫는 말이다. 미술관과 기능이 유사하지만 자체적인 소장품을 갖추지 않다는 점에서 차이가 있다. 영어로 직역하면 '아트 홀' (Art Hall)에 해당된다. 
쿤스트할레는 비영리 조직의 일종인 '쿤스트베라인' (Kunstverein, 미술협회)에서 운영을 맡으며, 작가협회와 심포지엄, 작업실, 공방 등을 운영한다. '쿤스트하우스' (Kunsthaus)라고도 부른다.
쿤스트할레로부터 출발해서 소장품을 갖추어 미술관으로 전환되었음에도 명칭을 바꾸지 않는 경우가 많다. 독일 최대 규모의 소장품을 갖춘 함부르크 미술관이 대표적이다.

## 명칭
쿤스트할레 (Kunsthalle)라는 말은 독일어 '쿤스트' (Kunst, 예술)과 '할레' (Halle, 홀)을 합친 말이다. 독일어에서 명사는 첫 글자에 대문자를 쓰므로 쿤스트할레 역시 대문자 표기를 한다. 복수형은 '쿤스트할렌' (Kunsthallen)이라 표기한다.
영어에서도 외래어로서 사용되는 경우가 있으며, 영어에서는 문장 처음이 아닌 이상 소문자로 kunsthalle라고 쓴다.
덴마크어로는 쿤스탈 (kunsthal), 네덜란드어로는 퀸스트할 (kunsthal), 에스토니아어로는 '쿤스티후네' (kunstihoone), 핀란드어로는 '타이데할리' (taidehalli), 노르웨이어로는 '쿤스탈' (kunsthall), 스웨덴어로는 '콘스탈' (konsthall)이라 쓴다.

## 쿤스트할레의 목록
다음은 쿤스트할레라는 명칭을 쓰거나 그에 해당되는 전시관, 미술관, 관계기관의 목록이다.

### 오스트리아
- 그라츠 - 쿤스트하우스 그라츠
- 빈 - 쿤스트할레 빈, 분리파 전시관

### 독일
소장품을 지닌 경우 '미술관'으로 번역하였다.
- 바덴바덴 - 쿤스트할레 바덴바덴 (국립)
- 빌레펠트 - 빌레펠트 미술관 (시립)
- 본 - 쿤스트할레 본 (연방)
- 브레멘 - 브레멘 미술관
- 브레머하펜 - 쿤스트할레 브레머하펜
- 다름슈타트 - 쿤스트할레 다름슈타트
- 뒤셀도르프 - 쿤스트할레 뒤셀도르프 (시립)
- 엠덴 - 엠덴 미술관 (지방)
- 에르푸르트 - 쿤스트할레 에르푸르트 (시립)
- 프랑크푸르트 -시른 쿤스트할레 프랑크푸르트 (시립)
- 함부르크 - 함부르크 미술관 (국영)
- 괴핑겐 - 쿤스트할레 괴핑겐 (시립)
- 카를스루에 - 카를스뤼에 미술관 (국영)
- 카셀 - 쿤스트할레 프리데리시아눔 카셀 (시립)
- 킬 - 킬 미술관
- 만하임 - 만하임 미술관 (시립)
- 뮌헨 - 쿤스트할레 데어 히포쿨투어슈티프퉁
- 뮌스터 - 쿤스트할레 뮌스터
- 뉘른베르크 - 쿤스트할레 뉘른베르크
- 로스토크 - 쿤스트할레 로스토크
- 베를린 - 쿤스트하우스 타헬레스
- 튀빙겐 - 튀빙겐 미술관 (시립/재단)

## 같이 보기
- 미술 전시
- 갤러리